# Jacques Stuart (1507-1508)
Pour les articles homonymes, voir Jacques Stuart et Stuart.
Titre
Duc de Rothesay
21 février 1507 – 27 février 1508
(1 an et 6 jours)
Jacques Stuart, duc de Rothesay (21 février 1507 – 27 février 1508), est le fils aîné de Jacques IV et de son épouse la reine consort Marguerite Tudor.
À l'époque de sa naissance à Holyrood palace (Édimbourg), Jacques IV a perdu ses propres frères Jacques et Jean. Le nouveau duc de Rothesay et son père sont les seuls descendants vivants de son grand-père paternel Jacques III. L'héritier présomptif est depuis 1504 John Stuart, duc d'Albany, un neveu de Jacques III.
Le jeune duc meurt juste un an après sa naissance, au château de Stirling. Sa mort laisse Jacques IV sans enfant, et le duc d'Albany redevient l'héritier au trône. Son frère cadet, Arthur Stuart, ne voit pas le jour avant 1509, avant de mourir lui-même un an après sa naissance. Un troisième fils naît en 1512 et monte sur le trône sous le nom de Jacques V.

## Sources
- (en) Cet article est partiellement ou en totalité issu de l’article de Wikipédia en anglais intitulé « James, Duke of Rothesay » (voir la liste des auteurs).
- Alison Weir, Britain's Royal Family: A Complete Genealogy